# Proteste in Hongkong 2014

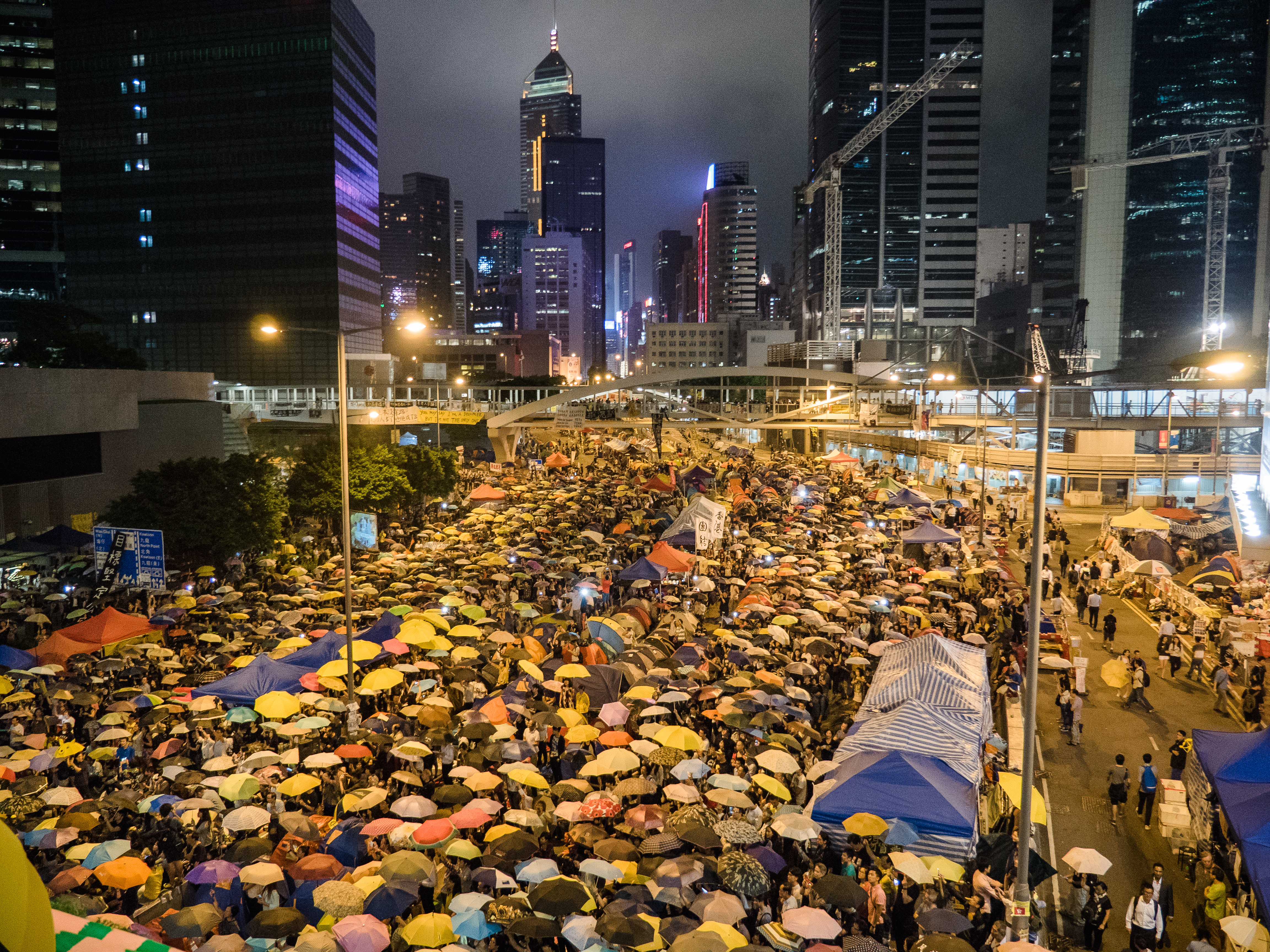
Proteste am 28. Oktober 2014 in der Harcourt Road – Hongkong

Regenschirm-Piktogramm – ab September 2014 oft genutztes Symbol der Bewegung

Die Proteste in Hongkong 2014 (chinesisch 二零一四香港示威, Pinyin Èrlíngyīsì Xiānggǎng Shìwēi, Jyutping Ji6ling4jat1sei3 Hoeng1gong2 Si6wai1) waren eine Reihe von Demonstrationen in der chinesischen Sonderverwaltungszone Hongkong, die bis Mitte Dezember 2014 andauerten.
Die Proteste wendeten sich gegen einen Ende August 2014 vom Nationalen Volkskongress in Peking gefassten Beschluss, der im Chinesischen umgangssprachlich als „831-Beschluss“ (8·31決定 / 8·31决定,  bā sānyī juédìng, Jyutping baat3 saam1jat1 kyut3ding6 – „Beschluss des 31. August“) bezeichnet wird, nach dem zukünftig ein 1200-köpfiges, vom chinesischen Staat gebildetes Komitee die Kandidaten zur Wahl des Hongkonger Verwaltungschefs (englisch Chief Executive) festlegt, bevor die Bevölkerung von Hongkong über die Personen abstimmen kann.
Die Teilnehmer der Proteste forderten entweder freie Wahlen oder wenigstens den Erhalt der bisherigen Regelung. Sie besetzten Teile der Finanz- und Regierungsbezirke Central sowie Admiralty und blockierten den Zugang zum Regierungssitz. Kleinere Gruppen besetzen auch Teile von Mongkok und Causeway Bay.

## Bezeichnungen

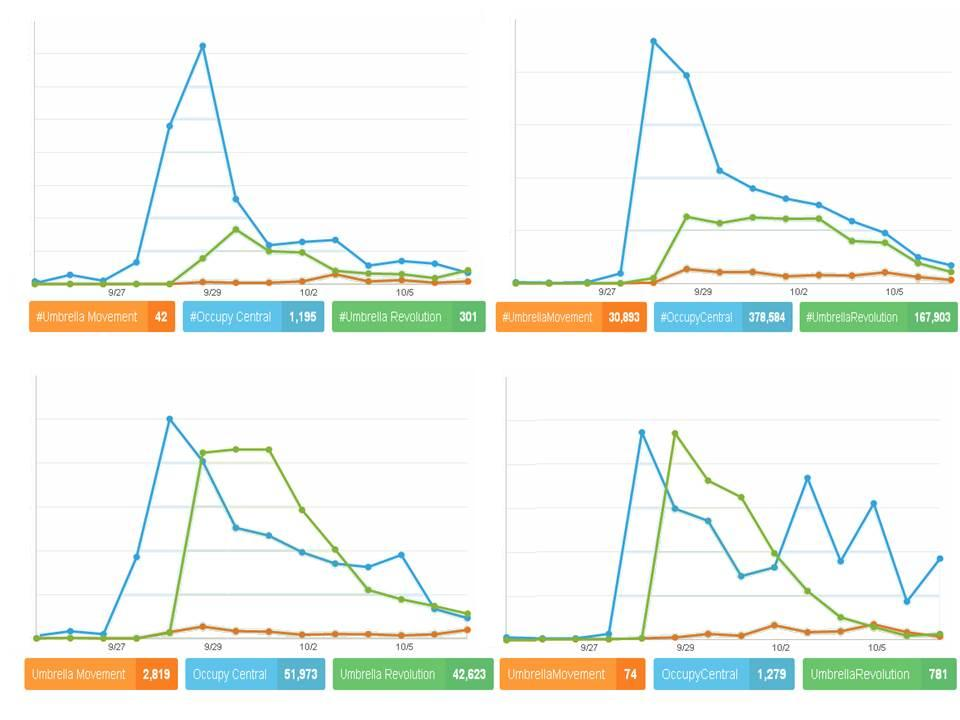
Vergleich der Verbreitung verschiedener Bezeichnungen: „Umbrella Movement“ (orange), „Occupy Central“ (blau) und „Umbrella Revolution“ (grün) in englischsprachigen Nachrichten auf Twitter, von 24. September – 7. Oktober 2014

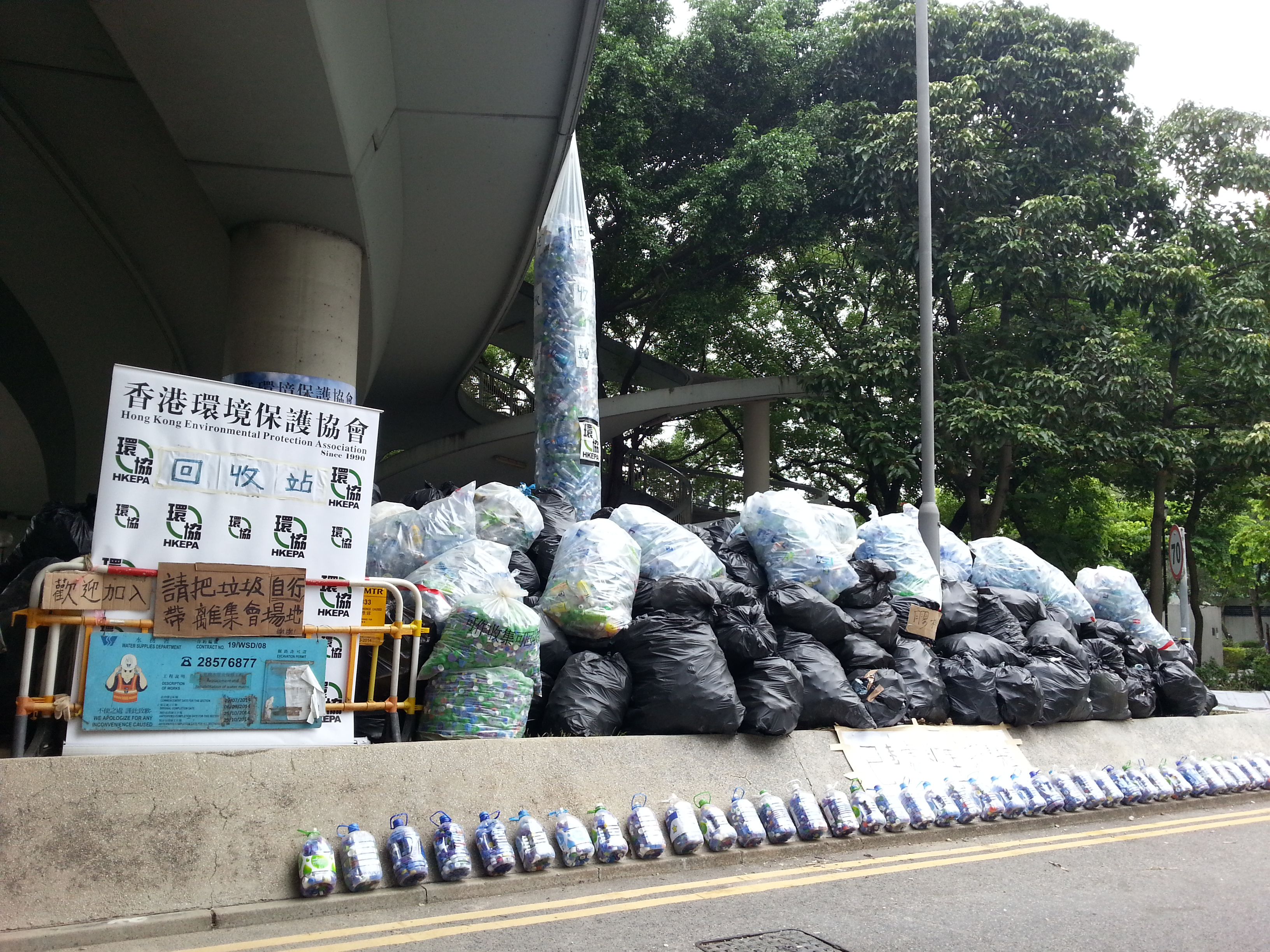
Durch die Demonstrierenden veranlasste Müllsammlung von den besetzten Plätzen. Diese „geordnete“ Art der Besetzung führte zur Bezeichnung „Polite Revolution.“

Die Protestwelle wurde in den Medien oft als „Regenschirm-Revolution“ (雨傘革命,  yǔsǎn gémìng, Jyutping jyu5saan3 gaap3ming6, englisch Umbrella Revolution) oder „Occupy Central“ (佔領中環 / 占领中环,  Zhànlǐng Zhōnghuán, Jyutping Zim3ling5 Zung1waan4, kurz: 佔中 / 占中,  Zhànzhōng, Jyutping Zim3zung1) bezeichnet. Jedoch wurde die Bezeichnung als „Revolution“ von den Demonstranten abgelehnt. Sie betonten, dass es sich bei ihrer Bewegung nicht um eine Revolution handle, sondern um eine Forderung nach freien Wahlen. Auch seien einige besorgt wegen des aggressiv mitschwingenden Untertones des Begriffs und der damit verbundenen Provokation an die Pekinger Regierung. Sie bezeichneten sich stattdessen selbst als „Regenschirm-Bewegung“ (雨傘運動 / 雨傘运动,  yǔsǎn yùndòng, Jyutping jyu5saan3 wan6dong6, englisch Umbrella Movement). Hintergrund für den Begriff ist die weit verbreitete Mitnahme von Regenschirmen zu den Protestmärschen, um sich einerseits gegen Sonne und Regen, andererseits aber auch gegen den polizeilichen Einsatz von Pfefferspray gegen die Demonstranten, etwa am 27. und 28. September 2014, zu schützen. Daraus entwickelte sich der (meist gelbe) Regenschirm zu einem Symbol der Proteste.
Vereinzelt wurde auch der Begriff „Polite Revolution“ (die „höfliche“ oder „artige“ Revolution) verwendet, wobei diese Bezeichnung meist nur in der nicht-chinesischsprachigen Presse auftaucht. Dies wurde mit der Höflichkeit, welche die Demonstranten gegenüber anderen Demonstranten, unbeteiligten Passanten und auch Polizisten an den Tag legten, und dem Umstand, dass sie nach den Protesten ihren Müll beseitigten, begründet.
Die weitere Bezeichnung „Occupy Central“ ist dabei die generelle Bezeichnung für die Besetzung der Finanz- und Regierungsbezirke im Distrikt Central and Western. Der Begriff ist die am meisten verwendete Bezeichnung der Proteste über das Internet-Portal Twitter und an die US-amerikanische Occupy-Bewegung angelehnt.

## Hintergrund
Die chinesisch-britische gemeinsame Erklärung zu Hongkong, die am 19. Dezember 1984 zwischen der Volksrepublik China und dem Vereinigten Königreich unterzeichnet wurde, legte fest, wie die Stadt nach der Wiedereingliederung verwaltet werden sollte. Gemäß dem Prinzip Ein Land, zwei Systeme, das zwischen Großbritannien und China vereinbart wurde, erhielt Hongkong den Status einer Sonderverwaltungszone, in der die Stadt einen hohen Grad an Autonomie besitzt.
Bei der Rückgabe an China 1997 wurden für das Jahr 2017 den Bürgern von Hongkong freie Wahlen in Aussicht gestellt, was ihnen selbst unter britischer Herrschaft nicht möglich war. Bis dahin haben seit 1997, alle fünf Jahre, aufgestellte Hongkonger Wahlkomitees, die wegen ihrer Zusammensetzung und der Dominanz Peking-treuer Geschäftsleute jahrelang kritisiert werden, den Verwaltungschef gewählt.

## Treibende Kräfte und Forderungen
Die drei Hauptgruppen hinter den Protesten waren die Bürgerrechtsbewegung Occupy Central with Love and Peace, der Studentenverein Hong Kong Federation of Students (HKFS) und die Aktivistengruppe der Oberschüler und Studenten Scholarism. Auch wenn diese Gruppen die Proteste gemeinsam anführten, hatten sie unterschiedliche Forderungen.
Die Bewegung Occupy Central with Love and Peace um den Juraprofessor Benny Tai und den Hedgefonds-Manager Edward Chin, die von Hochschullehrern und anderen Intellektuellen gebildet wird, gilt als Initiator der Protestbewegung zur Besetzung Centrals. Der eigentliche Plan sah vor, mit der Besetzung Centrals am 1. Oktober zu beginnen, jedoch wurde dies einige Tage vorverlegt, um die politische Stimmung zu nutzen, die aufkam, nachdem protestierende Studenten von der Polizei mit Pfefferspray attackiert und verhaftet wurden. Die erste Forderung von „Occupy Central“ bestand darin, die Regierung zur Rücknahme des vom Nationalen Volkskongress in Peking Ende August gefassten Beschlusses zu bewegen. Das zweite Ziel bestand in der Forderung, die Regierung in Hongkong müsse politische Reformen in Richtung einer weiteren Demokratisierung einleiten und den hierzu bereits vorliegenden Bericht über politische Reformen überarbeiten.
Die beiden Studentengruppen verfolgten ähnliche Ziele. Hong Kong Federation of Students, angeführt von Alex Chow, und Scholarism, angeführt von Joshua Wong, forderten die freie Direktwahl des nächsten örtlichen Regierungschefs 2017 und den Rücktritt des derzeitigen Amtsinhabers Leung Chun-ying.

## Entstehung und Verlauf der Massenproteste
Nachdem der Beschluss des Nationalen Volkskongresses in Peking Ende August nur bedingte freie Wahlen für Hongkong 2017 vorsah, kam es am 22. September 2014 zu von durch Scholarism und HKUSU geführten Studentenprotesten, bei denen Schüler und Studenten zum Boykott des Unterrichts aufgerufen wurden. Dabei protestierten ca. 5.000 Schüler und Studenten illegal vor dem Hongkonger Regierungssitz. Am Abend des 26. September stürmten etwa 100 Personen den Civic Square, einen an den Regierungssitz angrenzenden und seit Monaten abgesperrten öffentlichen Platz nahe der Tim Mei Avenue. Bei der Räumung des Platzes wurden bis zu 78 Personen wegen unerlaubtem Betretens von Regierungseigentum, Ruhestörung und unerlaubter Versammlung verhaftet, wobei es auch zum Einsatz von Pfefferspray kam. Zu den Verhafteten gehörte auch der Abgeordnete des Hongkonger Legislativrats Leung Kwok-hung. Nachdem sich in der Nacht zum 28. September die Bürgerrechtsbewegung Occupy Central with Love and Peace den Studentenprotesten anschloss, mündete dies in den Hongkonger Protesten.

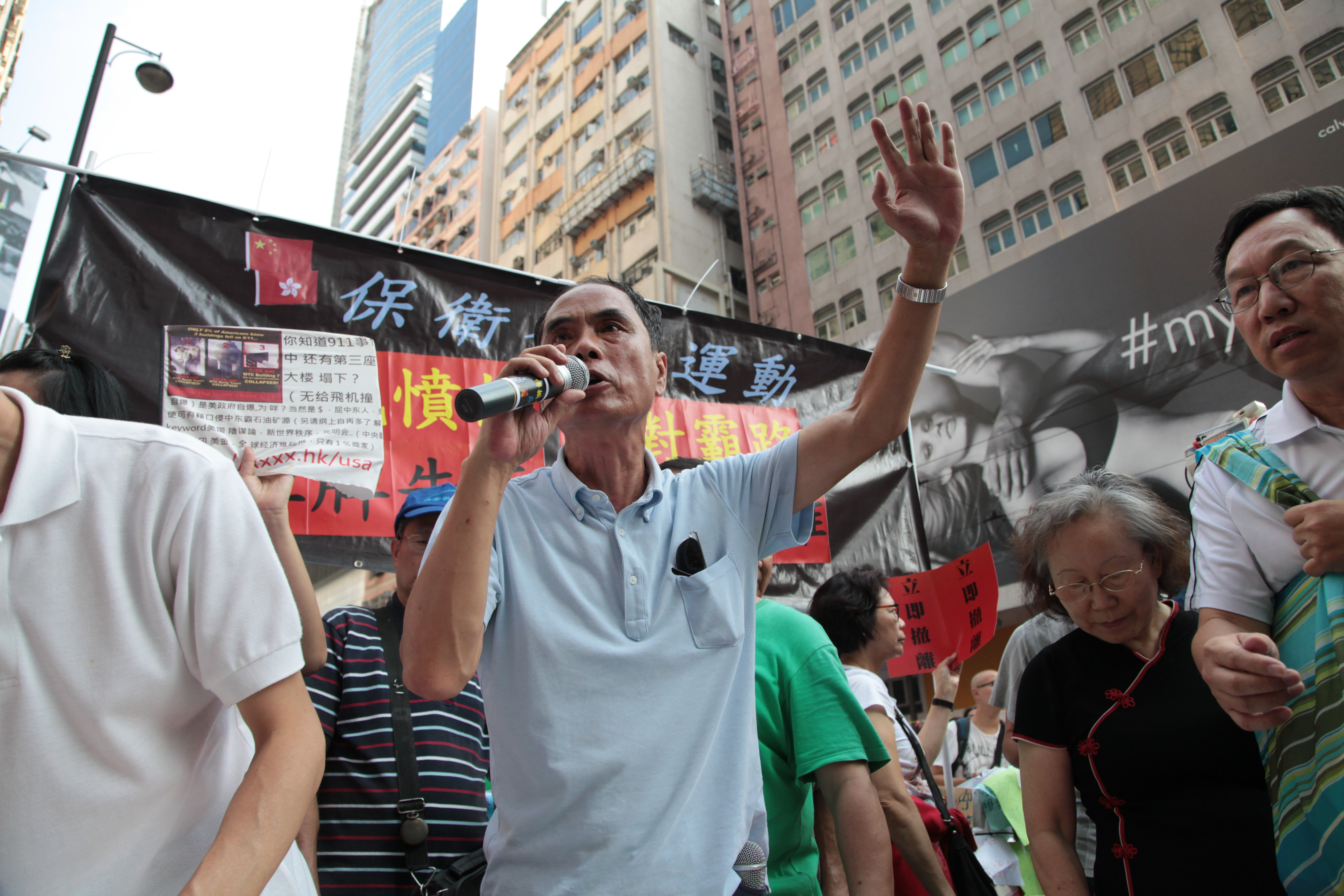
Gegendemonstration am 12. Oktober 2014 – Causeway Bay

Die Polizei sperrte die Zufahrtsstraßen zur Tim Mei Avenue und die Anführer der Protestbewegung riefen zu einer Versammlung im Bezirk Admiralty auf. Daraufhin positionierte sich die Polizei auch hier und setzte nach nur sehr kurzer Vorwarnzeit massiv Tränengas gegen die Demonstranten ein. Der Einsatz von Tränengas gegen zwar illegale, aber friedliche Demonstranten motivierte zahlreiche weitere Personen, sich den Protestierenden anzuschließen. Die Zahl der Demonstrierenden vervielfältigte sich in den folgenden Tagen und wurde von westlichen Journalisten auf dem Höhepunkt auf 80.000 bis über 100.000 geschätzt.  Noch am 28. September 2014 wurden mehrere Plätze (neben Teilen von Admiralty, Causeway Bay, Mongkok) in Hongkong durch die Demonstranten in Beschlag genommen. Nach dem Tränengas-Einsatz im Admiralty-Quartier sah sich die Polizei auch interner Kritik ausgesetzt und bemühte sich in der folgenden Zeit um ein moderateres Vorgehen und um Gespräche mit den Demonstrierenden. Nach Pfefferspray- und Reizgas-Einsatz benutzten viele Demonstranten Regenschirme zur Abwehr und der Regenschirm wurde zu einem Symbol der Bewegung.
Folgende öffentlicher Plätze bzw. Quartiere oder Teile davon wurden zeitweilig besetzt:
- Admiralty (26. September – 11. Dezember 2014)
- Causeway Bay (28. September – 15. Dezember 2014)
- Mongkok (28. September – 27. November 2014)
- Tsim Sha Tsui (1.–3. Oktober 2014).

Am 1. Oktober 2014 nahmen Joshua Wong und andere Scholarism-Mitglieder an der offiziellen Flaggenhissungs-Zeremonie anlässlich des Nationalfeiertages auf dem Golden Bauhinia-Platz teil. Als die Flagge der Volksrepublik China gehisst wurde, drehten ihr alle Studentenvertreter demonstrativ den Rücken zu und zeigten andere Gesten des stummen Protestes.

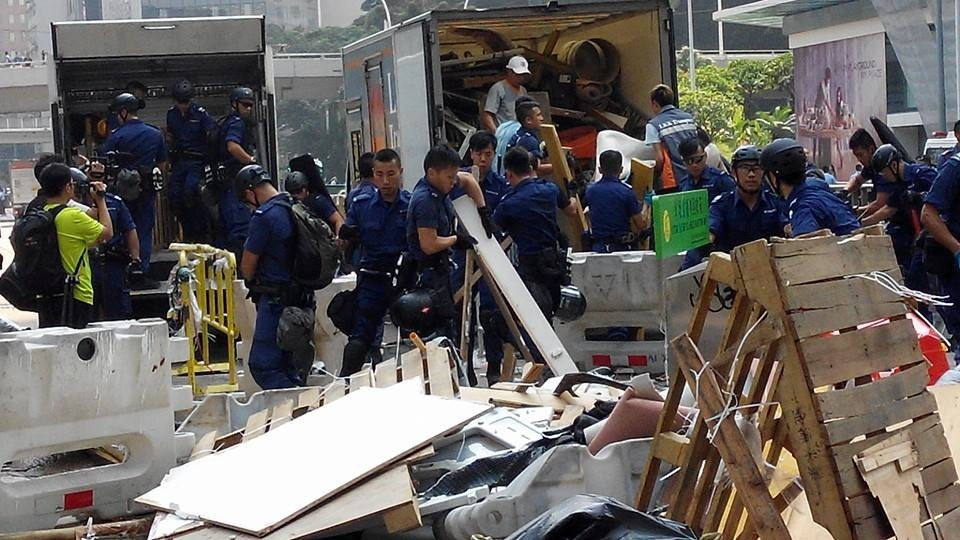
Räumung von Barrikaden durch die Polizei am 14. Oktober 2014 – Queensway, Admiralty

Am 3. und 4. Oktober 2014 ereigneten sich mehrere Gegendemonstrationen gegen die Occupy- oder „Regenschirm“-Demonstranten und es kam zu Zusammenstößen bei Mongkok und Causeway Bay. Die Gegendemonstranten, die zum Teil blaue Schleifen als Erkennungszeichen trugen, attackierten die Demonstrierenden und rissen Zelte und Barrikaden ein. Einzelne Vertreter der Protestbewegung warfen der Regierung vor, kriminelle Triaden gegen die Demonstranten mobilisiert zu haben. Am 5. Oktober 2014 riefen führende Intellektuelle Hongkongs, darunter auch bekannte Sympathisanten der Demokratisierungsbewegung die Demonstranten dazu auf, die Besetzungen zu beenden, da andernfalls ein massiver Polizeieinsatz zu befürchten sei. Beides trat jedoch nicht ein.
Vom 12. bis 14. Oktober 2014 begann die Polizei mit der Räumung einiger kleinerer unbemannter Barrikaden, um den Verkehrsfluss etwas zu erleichtern. Am 13. Oktober 2014 versuchten Hunderte Gegendemonstranten die durch die Demonstranten errichteten Barrikaden zu beseitigen. Die Polizei trennte schließlich die Demonstranten und Gegendemonstranten um Gewalttätigkeiten zu unterbinden. Aus den Reihen der Demonstrierenden wurde die Vermutung geäußert, dass die Gegendemonstranten, die aus „Bewohnern der New Territories, Peking-Anhängern, Triaden und Taxifahrern“ bestünden, von unbekannter Hand zentral gesteuert würden, da sie so koordiniert vorgingen.

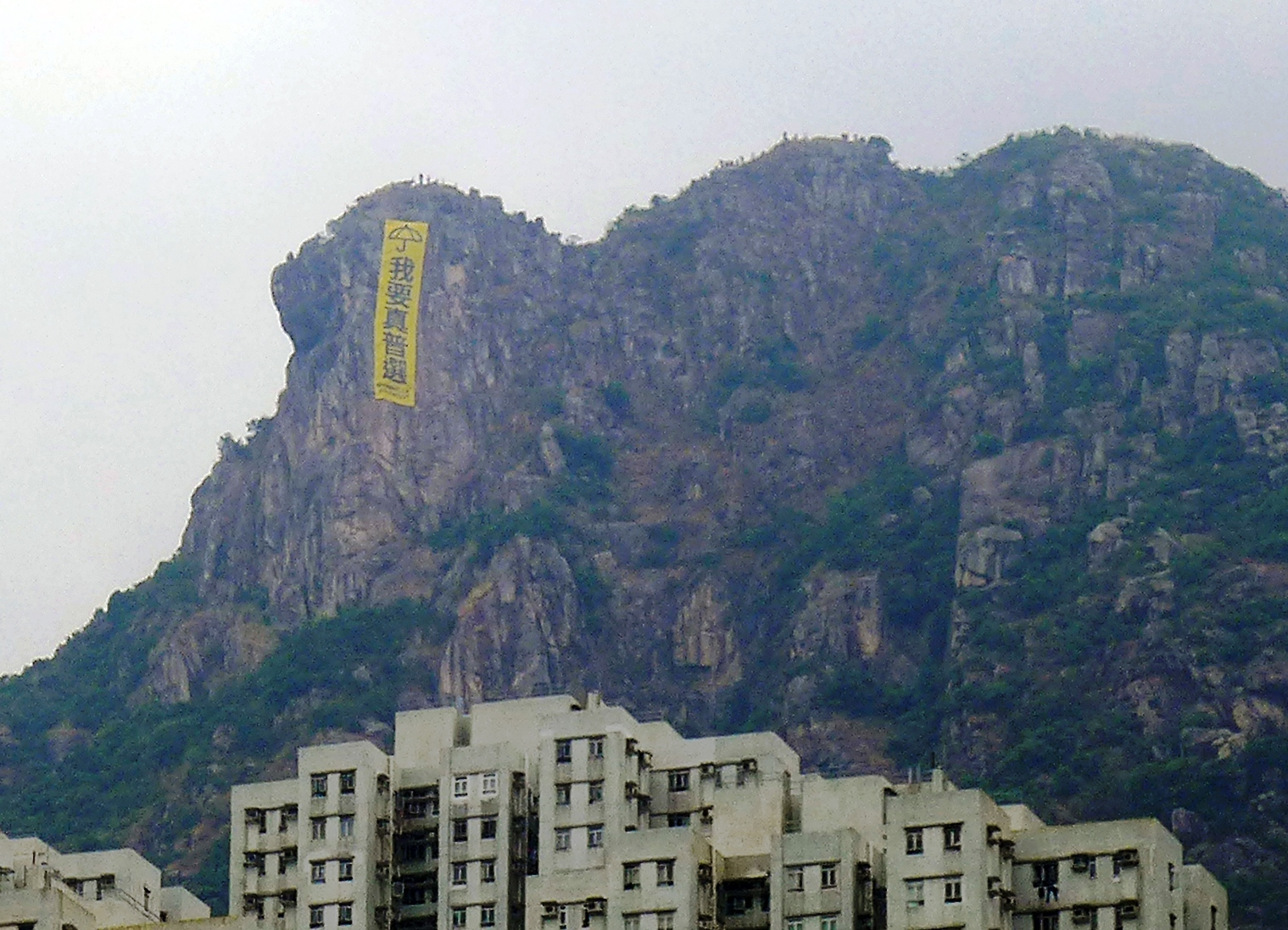
Banner der Regenschirm-Bewegung mit der Aufschrift „我要真普選“ am 24. Oktober 2014 am Lion Rock in Hongkong

Die Räumung des besetzten Mongkok am 17. Oktober 2014 durch die Polizei misslang, da die Demonstranten das anfangs geräumte Gelände wieder besetzten.
Am 23. Oktober 2014 kletterten Bergsport-Enthusiasten auf den Lion Rock und entrollten dort ein riesiges gelbes Banner mit dem Regenschirm-Logo und der Aufschrift „我要真普選 – „Ich will ein echtes allgemeines Wahlrecht““. Das Banner wurde am Folgetag auf Veranlassung der Hongkonger Regierung entfernt.
Während des Oktobers gab es wiederholt Gespräche zwischen Hongkonger Regierungsvertretern und Vertretern der Hong Kong Federation of Students (HKFS). Vertreter von Taxi-, Minibus- und Busunternehmen, die durch die Blockaden erheblich in ihren Geschäften beeinträchtigt wurden, reichten Klagen ein. Am 10. November 2014 gab der Oberste Gerichtshof von Hongkong (englisch “The High Court of the Hong Kong”, 香港高等法院) diesen Klagen statt und autorisierte damit die Räumung der besetzten Plätze.

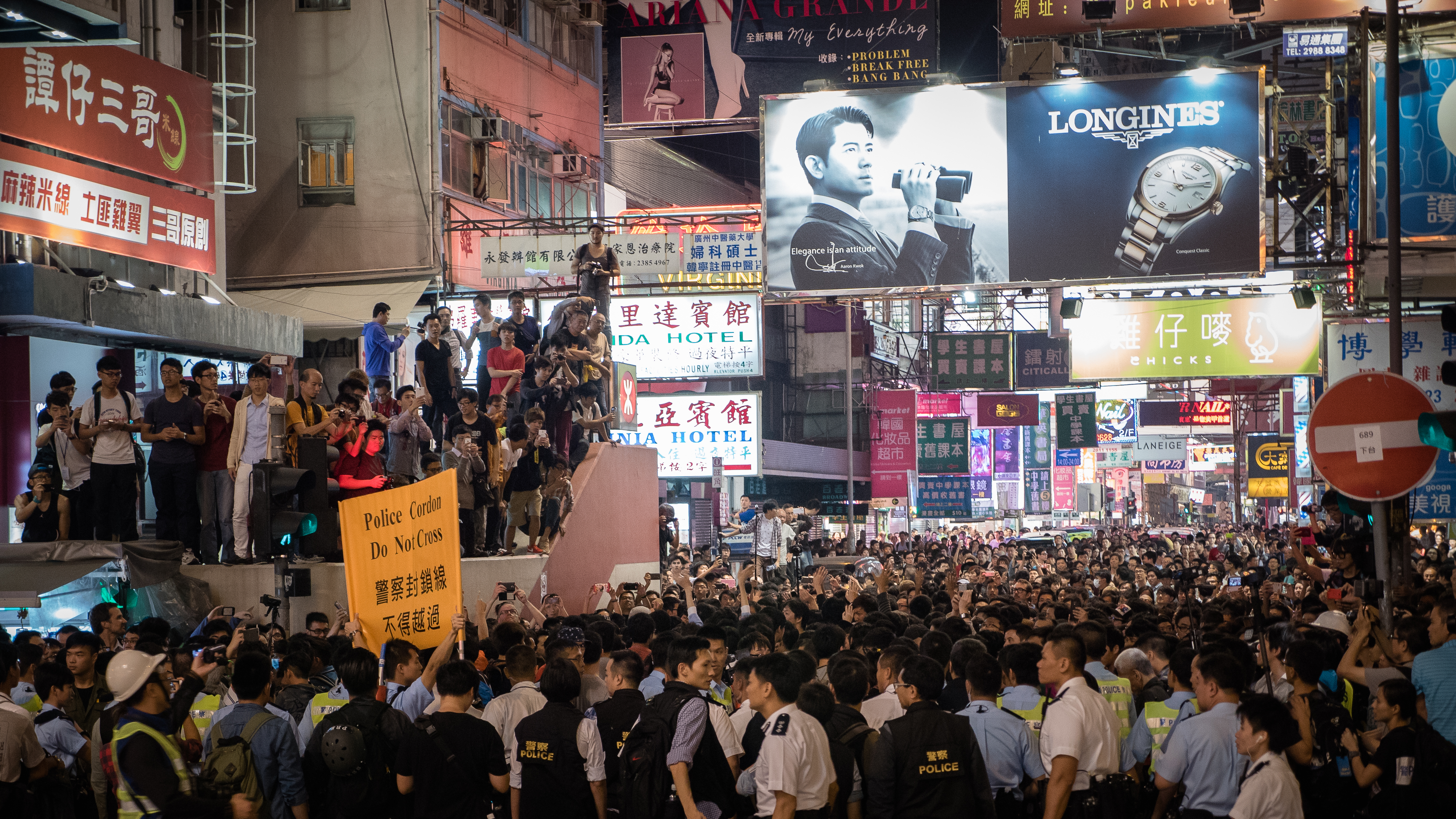
Proteste in Mongkok am 28. Oktober 2014 – Kowloon

Ende Oktober und Anfang November 2014 sammelte die am 3. Juli 2014 als Gegenorganisation zu Occupy gegründete „Allianz für Frieden und Demokratie“ (保普選保和平大聯盟 / 保普选保和平大联盟, englisch Alliance for Peace and Democracy) nach eigenem Bekunden 1,8 Millionen Unterschriften für eine Petition, in der die Wiederherstellung von Ruhe und Ordnung und ein Ende der Besetzungen gefordert wurde. Die Validität dieser Sammlung wurde von den Demonstranten angezweifelt.
Da die öffentliche Unterstützung für die wochenlange Besetzung allmählich abebbte, räumte die Polizei am 25. und 26. November 2014 die Barrikaden und Zelte in Mongkok. Nach der Räumung strömten erneut Demonstranten dorthin und Polizei und Demonstranten standen sich eine Zeitlang gegenüber, wobei seitens der Polizei erneut Pfefferspray eingesetzt wurde. Mehr als 100 Personen wurden verhaftet, aber größtenteils wieder mit der Auflage entlassen, dass sie Mongkok in nächster Zeit nicht mehr betreten dürften.
Am 3. Dezember 2014 begaben sich 65 Aktivisten von Occupy Central with Love and Peace (OCLP) zur Polizei und erklärten dort, dass sie für die Proteste verantwortlich seien und die rechtliche Verantwortung auf sich nähmen. Sie wurden jedoch nach einer kurzen Befragung nicht verhaftet und auch nicht unter Anklage gestellt. Mehrere prominente OCLP-Aktivisten hatten am Vortag die Demonstrierenden öffentlich dazu aufgerufen, ihre Besetzungen zu beenden und die Bewegung in rechtliche Bahnen zu lenken. Dies wurde von den Aktivisten der HKFS und Scholarism abgelehnt, jedoch erlahmte der Elan zusehends und bis zum 15. Dezember 2014 wurden die noch besetzten Plätze in Admiralty und Causeway Bay weitgehend ohne Widerstand geräumt.

Künstlerische Adaptationen des Regenschirm-Motivs
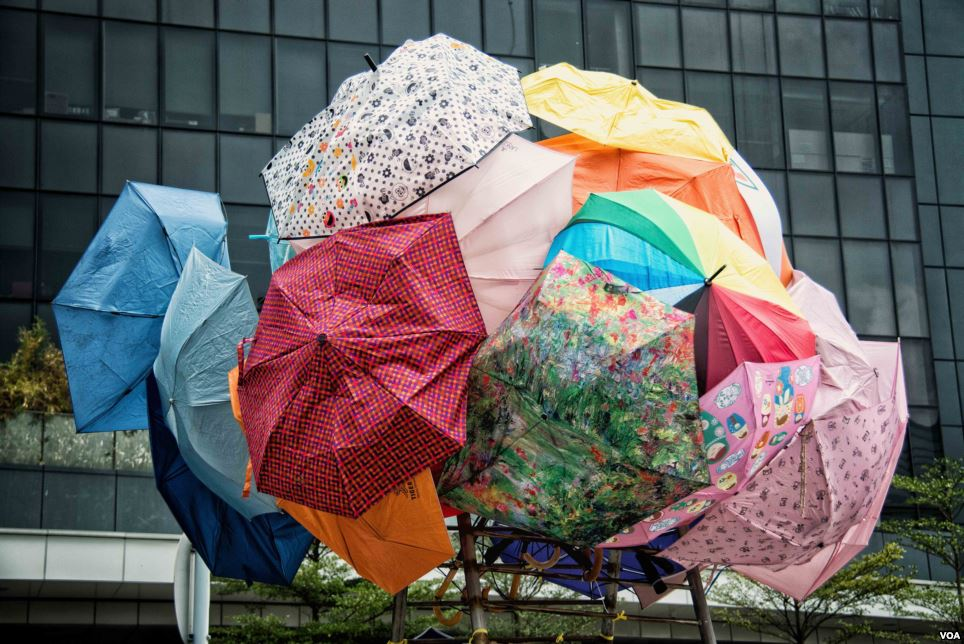
Regenschirm-Installation an der Tim Mei Avenue
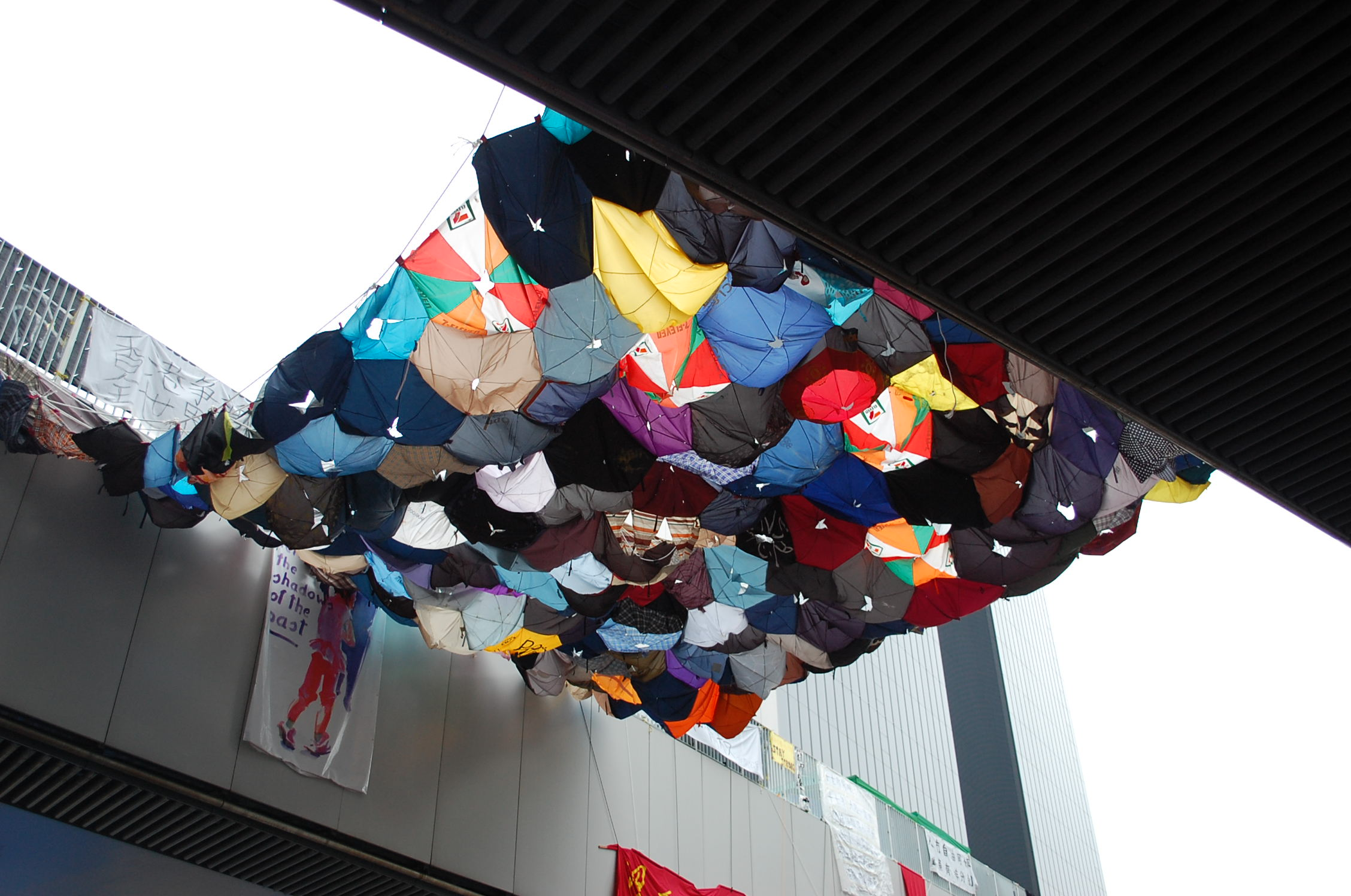
Regenschirme zwischen zwei Fußgängerbrücken

## Spätere Entwicklungen und Verurteilungen
Am 21. Juli 2016 wurde Joshua Wong gemeinsam mit Alex Chow und Nathan Law als verantwortliche Anführer der Großdemonstrationen im Jahr 2014 schuldig gesprochen. Ein Hongkonger Gericht hob das Urteil im August 2017 auf und verurteilte Wong und Chow zu Haftstrafen von sechs beziehungsweise sieben Monaten. Law erhielt eine achtmonatige Haftstrafe.